# Testenine bivših bojevnikov
Roman Testenine bivših bojevnikov (1980) Saša Vuge groteskno in zajedljivo predstavlja povojno življenje »generacije idealistov« s severne Primorske, ki so se v času italijanske fašistične okupacije borili za slovenstvo.

## Vsebina
Knjiga je sestavljena iz šestih krajših proznih enot. V njih avtor povezuje različne osebe in kraje s pripovedovanjem, dialogi ali razglabljanjem. Zaradi razdrobljenosti je dogajanje težko povzeti.
Retroperspektiva z božje njive
Na pokopališču v Mostu na Soči avtor govori z Židom Frančiškom Windspachom iz Gorice. Med ogledovanjem grobov in Soče se spominjata v vojni padlega avtorjevega očeta Milutina, ki simbolizira usodo naroda. 
Testenine bivših bojevnikov
Blazij Drakula je nekdanji pripadnik Zveze komunistične mladine Jugoslavije ter sedaj šofer pri nekdaj fašističnem izdelovalcu testenin Pastina ex combattenti (Testenine bivših bojevnikov) in v Stari Gorici obuja spomine. Usoda Drakule prikaže minljivost revolucionarne zagnanosti, ki lahko v trenutku izgine. 
Nasmeh za nasmeh
Prek posameznih srečanj na Poljskem razmišlja o političnih zablodah, ki so bile povzročiteljice sprememb v poljski zgodovini od 18. stoletja dalje. Sprehaja se po Krakovu, Varšavi, Gdansku, Poznanju in Vroclavu.
Pisma iz kavarne Dome
Na dvomesečnem obisku v Parizu si namesto umetnosti ogleduje navadne ljudi, narode v mestu ter se spominja Napoleonove zmage. 
Psi norega diktatorja
S predeli Italije opisuje vzpone in padce  »človeške pasme«. Nastopijo laški esesovec Peter Centesimo iz Bolzana, Kika s Tajske, doktor Prosciutti in upornica Margaux, s katero avtor preživi silvesterski večer. Na novo leto v Rimu po navadi pomečejo vso navlako skozi okna. Pripovedovanju sledi Homilija o zanič pastirju, kjer poteka obračun s pripadnikom klerofašizma škofom Santinom. 
Pokorno javljam (ali pa tudi ne)
Avtor se s pripovedovanjem vrne v prvotni kraj Most na Soči. Pripovedovalno vlogo dobi pet mostarskih veteranov iz prve svetovne vojne. Vsak deli svoj spomin iz časov vojne in tako skupaj tvorijo celoto, ki razodeva človeško in domovinsko problematiko. Z vrnitvijo na začetni kraj avtor sklene začarani krog svoje bivanjske problematike.

## Kritike
Na prvi pogled se zdi tematska in vsebinska zasnova najnovejšega proznega besedila Saše Vuge z nenavadnim, napol ironičnim, napol grotesknim naslovom Testenine bivših bojevnikov, ki se prav s svojo eksotično-preciozno nadihnjenostjo docela nedvoumno odtiskuje v našo zavest, na moč presenetljiva, saj se z marsikatero svojo temeljno značilnostjo precej odmika od standardnih proznih form, ki jim je bil avtor doslej tako zelo zavezan, da lahko njegova uprizarjanju namenjena besedila (pri tem mislimo na obe radijski in tri televizijske igre, s katerimi je Vuga posegel tudi v območje uprizarjalne umetnosti) brez zadržkov razumemo le kot nekakšno dopolnilo njegovih temeljnih izpovednih iskanj. (Trekman 1981: 398)
Vugova knjiga TESTENINE BIVŠIH BOJEVNIKOV je doživela bolj bistveno, radikalno stilsko predelavo v smislu žanrske opredeljivosti, ali bolje: neopredeljivosti. To knjigo res ni mogoče kar tako označiti kot novele ali potopisno prozo ali kaj drugega. Celo z označitvijo proza imamo tu lahko določene težave. Takrat namreč, ko se nam posveti, da so Testenine ne le po svoji naravi (pač testenine!), temveč najbrž tudi namerno v več plateh izmuzljive; ko gre za zunanjo opredeljivost, pa še posebej. Niti poetska (lirska) proza to ni. Prej - kakor smo se navadili govoriti o prozni podobi (prozaizaciji) poezije - je tu lahko govor o poeziji v prozi, o prozi, katera je v celoti strukturirana na poetski način. (Benhart 1981: 196)
V delu je mogoče najti kritiko, polemiko, jezo, strast. Pa tudi nežno ljubezen in sprijaznjenost. To je še posebno očitno v zvezi s pojavi t. i. latinske kulture, do katere ima Vuga izrazito ambivalenten odnos. Skoz ta odnos se kaže tudi splošnejša slovenska izkušnja, izkušnja hkratne učeniške vdanoti in ksenofobične bojevitosti. Potovanje se začne in konča ob Soči, ki je za slovensko literaturo svojevrsten simbol: tako je ta knjiga na neki način tudi komentar k potovanju slovenskega leposlovja in njegovih junakov. Lahko bi torej rekli, da gre pri TESTENINAH BIVŠIH BOJEVNIKOV za vseskoz kultivirano, informirano, vznemirljivo branje. (D. R. 1980: na zavihkih ščitnega ovitka)